# All the Roadrunning
Albums de Mark Knopfler et Emmylou Harris
Stumble into Grace (Emmylou Harris)
Shangri-La (Mark Knopfler) All I Intended To Be (Emmylou Harris)
Kill to Get Crimson (Mark Knopfler)
All the Roadrunning est un album en duo de Mark Knopfler et Emmylou Harris, sorti en 2006. This Is Us en est le premier single, et Beachcombing le second.
L'album est le résultat d'une longue collaboration : les chansons ont été enregistrées sur un intervalle de sept ans.
Un album live, Real Live Roadrunning, a été enregistré pendant la tournée.

## Liste des chansons
Toutes les chansons sont de Mark Knopfler, sauf exceptions contraires.
1. Beachcombing – 4:14
2. I Dug Up a Diamond – 3:38
3. This Is Us – 4:39
4. Red Staggerwing – 3:03
5. Rollin' On  – 4:14
6. Love and Happiness (Emmylou Harris/Kimmie Rhodes) – 4:22
7. Right Now – 3:33
8. Donkey Town – 5:42
9. Belle Starr (Harris) – 3:06
10. Beyond My Wildest Dreams – 4:25
11. All The Roadrunning – 4:49
12. If This Is Goodbye – 4:44

## Personnel
- Mark Knopfler – chant, guitares
- Emmylou Harris – guitare acoustique (5, 9), chant
- Richard Bennett – guitare
- Glenn Duncan – fiddle (4), mandoline
- Glenn Worf – basse
- Guy Fletcher – claviers
- Jim Cox – claviers
- Steve Conn – accordéon (4)
- Billy Ware – triangle (4)
- Chad Cromwell – batterie
- Danny Cummings – batterie
- Jim Horn et The Memphis Horns – cuivres (12)